# Algodres (Fornos de Algodres)
Algodres es una freguesia portuguesa del concelho de Fornos de Algodres, con 10,22 km² de superficie y 450 habitantes (2001). Su densidad de población es de 44,0 hab/km².